# 鹽稅
鹽稅（英語：Salt tax），是指針對食盐所課徵的一種稅。在鹽稅實行的時候，非經許可，不得採集製造、運輸與販售，否則以私鹽名義查緝。

## 中國的鹽稅
公元前八世紀，春秋時期，管仲在齊國的經濟改革中創立了食鹽專賣，使鹽利“百倍歸於上”。  隨後從秦朝到漢朝初期，政府和私人都可以製造販賣食鹽。西漢漢昭帝始元六年（前81年）期間召開「鹽鐵會議」，辯論各分兩派，一方要求廢除食鹽專賣，稱為「賢良文學」（地方推舉的官員），代表地方豪強的利益；另一方則主張維持專賣，以御史大夫桑弘羊為主，兩派對鹽鐵專營、酒類專賣和平準均輸等經濟政策，展開辯論。最後桑弘羊的辯論獲得上風，故朝廷決定維持食鹽專賣。其後桓寬編纂《鹽鐵論》一書，記錄此鹽鐵會議。 從此華夏的政權壟斷食鹽專賣，使其成為世界上最古老、也是第一個政府壟斷食鹽的國家。到了唐代中期，鹽稅收入占政府稅收的一半。大曆末期，鹽利收入達六百餘萬緡。《新唐书·食货志》称：“天下之赋，盐利居半，宫闱服御、军饷、百官俸禄，皆仰给焉”；明神宗万历四十五年（1617年）户部尚书李汝华奏疏提及:“国家财赋，盐法居半。”《元史·食货二》也提到：“国之所资，其利最广者莫如盐。”鹽稅一直持續到20世紀都是政府重要的財政收入，譬如1913年袁世凱的北洋政府，曾以鹽稅、海關稅等作抵押，向英、法、德、俄、日五國銀行團借了「善後大借款」。中國要到2014年，才解除國家的專賣政策。

## 印度的鹽稅
印度，曾對鹽徵稅有幾百年的歷史，但在不列顛東印度公司統治的印度省份，鹽稅收入才大大的增加。在產鹽地區，如奧里薩邦，鹽被運出不另收費必須以固定的價格出售給不列顛當局，私人銷售鹽是被禁止的，然而，隨後幾年，鹽的生產被完全禁止。英國摧毀印度悠久製鹽傳統的目的，是為了維持不列顛鹽的高價位，以剝削被殖民的印度人民。1858年，當不列顛控制了整個印度全部的省份，雖有部分稅收免除，但鹽稅仍保留下來。
到20世紀初印度開始追求獨立時，鹽扮演了關鍵的角色。1930年，聖雄甘地發起著名的鹽非暴力抵抗，並引發整個英屬印度各省份的非暴力抗議活動。甘地在24天的活動中，共行走了390公里，由薩巴瑪蒂，走到沿海的丹迪村莊，到達旅途的終點時，甘地以大無畏的勇氣對抗邪惡的英國法律，當眾將海水煮成食鹽帶走（而且不向英國政府交付任何鹽稅）。在這場抗英活動中，鹽之所以被甘地選為抗議的標的物，是因為鹽稅對最貧窮的印度人是極為不利，而且 “除了空氣和水，鹽也許是維持生命最優先的需求。” 甘地的反抗運動儘管在國內造成巨大的影響，同時國際也越來越認可印人對鹽的非暴力抵抗，但鹽稅還是一直保留著，直到1946年才被印度臨時政府的總理尼赫魯廢除。

## 外部連結
- "鹽稅" - 搜索 Google 圖書
- "Salt tax" - 搜索 Google 圖書